# Cameron Dunbar
Cameron Gatlin Dunbar (Carson, California; 22 de octubre de 2002) es un futbolista estadounidense. Juega de delantero y su equipo actual es el Orange County SC de la USL Championship.

## Trayectoria
Dunbar pasó tiempo con los equipos de la academia para Albion SC y LA Galaxy, antes de firmar como Regla de Jugador de Cantera con el lado de MLS LA Galaxy el 20 de febrero de 2020. Hizo su debut profesional el 8 de marzo de 2020 para el equipo de LA Galaxy USL Championship, comenzando y anotando en una victoria por 5-1 sobre el Rio Grande Valley FC. Dunbar hizo su debut en la Major League Soccer en el torneo MLS is Back contra los Portland Timbers.

## Estadísticas

### Club
Actualizado al último partido disputado el 7 de julio de 2021 
| Club         | Liga | Temp. | Liga  | Liga  | Copa Nacional | Copa Nacional | League Cup | League Cup | Continental | Continental | Total | Total |
| Club         | Liga | Temp. | Part. | Goles | Part.         | Goles         | Part.      | Goles      | Part.       | Goles       | Part. | Goles |
| ------------ | ---- | ----- | ----- | ----- | ------------- | ------------- | ---------- | ---------- | ----------- | ----------- | ----- | ----- |
| LA Galaxy II | USL  | 2021  | 4     | 0     | 0             | 0             | –          | –          | 0           | 0           | 4     | 0     |
| LA Galaxy    | MLS  | 2021  | 11    | 0     | 0             | 0             | –          | –          | 0           | 0           | 11    | 0     |